# 多利納區

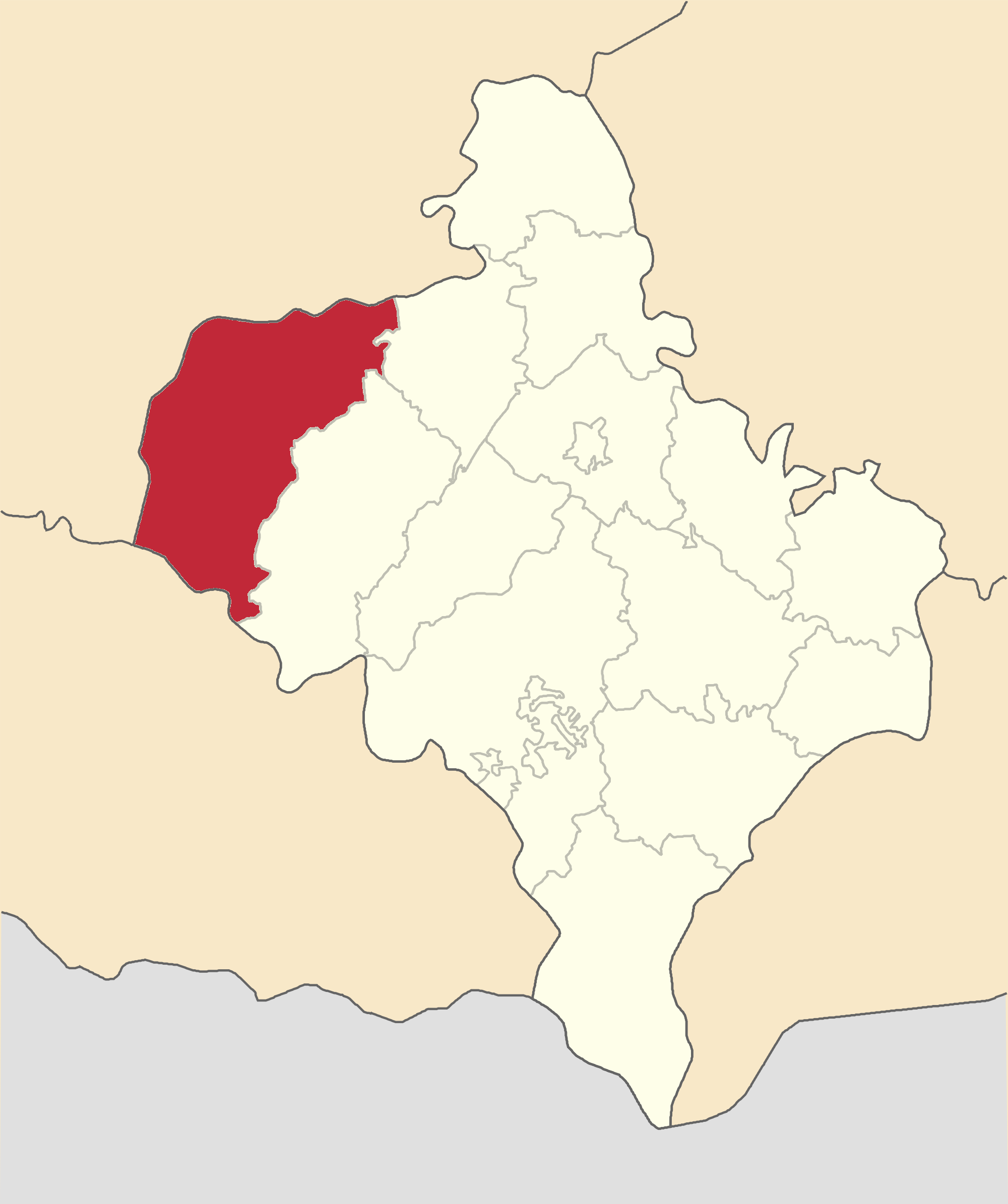

多利納區（烏克蘭語：Долинський район），是烏克蘭的一個區，位於該國西部，由伊萬諾-弗蘭科夫斯克州負責管轄，首府設於多利納，面積1,248平方公里，2013年人口69,512，人口密度每平方公里56人。
48°53′28″N 23°50′35″E / 48.89111°N 23.84306°E